# Johanna Baillie
Pour les articles homonymes, voir Baillie.
Johanna Baillie est une poétesse écossaise (1762-1851).
Elle a composé des poésies qu'admirait Walter Scott et fut considérée en son temps comme la plus grande poétesse de langue anglaise. Cependant, si elle bénéficia également de son vivant de la consécration pour ses pièces de théâtre, elle tomba ensuite, pendant plus d'un siècle et demi, dans l'oubli le plus complet.
Ce n'est que depuis les années 2000 qu'elle a été redécouverte par quelques universitaires et érudits, dont Christine A. Colon, et qu'elle est reconnue comme une auteure marquante de l'Époque romantique anglo-saxonne.
Elle est la sœur de l'anatomiste Matthew Baillie.